# 緊急事態ストレスマネジメント
緊急事態ストレスマネジメント（きんきゅうじたいストレスマネジメント、Critical Incident Stress Management:CISM）とは、災害によって被るようなストレスを管理するとされる技法である。緊急事態ストレスデブリーフィング（あるいは単にデブリーフィング、CISD）はほぼ同義である。その効果は疑問視され、近年は多くの研究が実際には有害である可能性を示唆している。害を与えかねないという証拠をよそに、このような支援はやむことがない。
同じ略語のものに、ISACAの公認情報セキュリティマネージャ（Certified Information Security Manager）がある。

## 技法の内容
緊急事態または「惨事」、あるいは英語でCritical Incidentとは、予測できない突然発生する事故や災害のことをいう。惨事は極度のストレスをもたらし、心身症や心的外傷後ストレス障害（PTSD）を誘発する可能性がある。緊急事態ストレスマネジメントは、その惨事ストレスへの危機介入であり、惨事ストレスを管理し上手に向き合っていく方法であるとされている。これにより、PTSDの発症予防、あるいは症状軽減を図り、職場復帰をよりスムーズにするとされる。

## 訳語
日本ストレス学会による『ストレス科学事典』では「緊急事態ストレスマネジメント」と訳されている。他、邦訳書はその書籍名で「緊急事態ストレス管理」と訳している。

## 歴史
緊急事態ストレスマネジメントの用語は、救急隊員であった心理学者ミッチェルによる緊急事態ストレスデブリーフィング（CISD）とほぼ同義に用いられる。デブリーフィングの手法は、ジェフリー・T・ミッチェルが創始し、1989年にはミッチェルは国際惨事ストレスケア財団(International Critical Incident Stress Foundation)を設立し、1992年までには3万人以上の支援員を養成していた。
この取り組みは航空業界にて積極的に行われている。日本において契機となった事件は、1999年7月23日に生じた全日空ハイジャック事件である。この事件では、全日空61便が包丁をもった男に乗っ取られ機長が殺害された。しかし、便乗員によって何とか墜落は回避された。事件後、便乗員はトラウマ体験に悩まされ、心のケアの重要性が認識されることとなる。
その後、この事件の心のケアを担当した精神科医である堤邦彦(当時、北里大学医学部講師)らが主体となり、1999年にPTSD学習会、2001年にPTSDシンポジウム、2002年にPTSDフォーラム、2003年に安全集会での講演を経て、さらに臨床心理士の中濱慶子が加わり、2004年にCISM（惨事ストレスマネージメント）セミナーを開始した。
当初のCISMセミナーでは、アメリカでのCISMの活動を参考にし、日本独自のカリキュラムが行われていたが、講師であった堤が2005年に急逝し、以後、国際惨事ストレスケア財団のCISM（アメリカの乗員組合:ALPAも採用している）を採用することとなった。2006年には、中濱がICISFの教官資格を取得し、同年より現行のカリキュラムとなっている。

## 活動内容
CISMセミナーではCISMを学び、ピアサポート・ボランティア（PSV）を養成している。その役割は、守秘義務の上で職場の仲間による「聴く」サポートを行い、CISを負った当事者のストレス緩和を図るとともに、専門家へ橋渡しを行うことである。

## 有効性
多くの研究がCISMは効果がわずかであるか、実際には外傷による症状を悪化させることを示している。2003年の日本の厚生科学研究による『災害時地域精神保健医療活動ガイドライン』でも、災害直後に体験を聞き出すようなカウンセリングは古い考えに基づいていて有害であり、「行ってはならない」と記している。
いくつかのメタアナリシスが、CISMによる予防の利益がないこと、あるいはデブリーフィングが悪影響となることを見出している。